# Love Attack
Love Attack è il diciottesimo album del musicista soul statunitense Isaac Hayes, pubblicato nel 1988 da Columbia Records.
| Recensione | Giudizio |
| ---------- | -------- |
| AllMusic   | [ 1 ]    |

## Tracce
1. Love Attack – 5:35 (Isaac Hayes)
2. Let Me Be Your Everything – 6:41 (Isaac Hayes)
3. Showdown – 6:24 (Isaac Hayes)
4. Eye of the Storm – 4:25 (Isaac Hayes)
5. Accused Rap – 4:46 (Isaac Hayes)
6. I Stand Accused ’88 (featuring Brenda Jones Williams) – 5:40 (Jerry Butler, William Butler)
7. She’s Got A Way – 4:28 (Billy Joel)
8. Foreplay Rap – 1:59 (Isaac Hayes)
9. Love Won’t Let Me Wait (featuring Yasmin Jones) – 5:41 (Bobby Eli, Vinnie Barrett)

## Classifiche settimanali
| Classifica (1988) | Posizione massima |
| ----------------- | ----------------- |
| US R&B Albums     | 70                |